# Nowe przygody Pippi Langstrumpf
Nowe przygody Pippi Langstrumpf (ang. The New Adventures of Pippi Longstocking, 1988) – amerykańsko-szwedzki film familijny w reżyserii Kena Annakina. Oparty na książkach Astrid Lindgren o przygodach rudowłosej Pippi Langstrumpf.

## Opis fabuły
Rudowłosa Pippi Langstrumpf (Tami Erin) ma zawsze dobry humor i jest pełna energii. Osierocona wcześnie musiała nauczyć się radzić sobie sama. Teraz mieszka w małym miasteczku w Willi Śmiesznotce. Jej nieodłącznymi towarzyszami są koń Alfonso i psotna małpka, Pan Nillson.

## Obsada
- Tami Erin – Pippi Langstrumpf
- David Seaman Jr. – Tommy Settegren
- Cory Crow – Annika Settegren
- Eileen Brennan – Pani Bannister
- Dennis Dugan – Pan Settegren
- Dianne Hull – Pani Settegren
- George DiCenzo – Pan Dan Blackheart
- Dick Van Patten – Greg
- John Schuck – Kpt. Efraim Langstrumpf
- Branscombe Richmond – Fridolf
- Carole Kean – Pani Messerschmidt
- Frank Welker – Alfonso/Pan Nilsson (głos)